# Houston (rapero)
Houston (nacido como Houston Edward Summers en Los Ángeles) es un cantante de R&B especialmente conocido por su éxito "I Like That" (con Chingy, I-20 y Nate Dogg). 

## Biografía

### Comienzos e influencias
Houston se crio en Los Ángeles y rapeaba con sus amigos en las calles. Cuando tenía 15 años solía colarse en los clubs, donde escuchaba a Missy Elliott, R. Kelly o Lil' Jon.
Houston viene de una familia cristiana muy devota, pero estos aceptaban que el chico quisiera hacer música secular (sin tener que ver con ninguna religión), dejando a un lado sus orígenes. Su madre, de todos modos, intentó apartarlo de cualquier tipo de música que no tuviera nada que ver con Dios. Debido a esto sufrió problemas emocionales y psicológicos.

### Carrera musical
Houston hizo su aparición estelar en el mundo de la música fue con su álbum It's Already Written el cual inmediatamente se convirtió en un éxito y le proporcionó fama rápidamente. A esto ayudó el éxito del sencillo "I Like That" con Chingy, I-20 y Nate Dogg el cual arrasó en las listas y apareció en televisión y en películas.

### Intento de suicidio
Desde entonces todo le fue bien, hasta el intento de suicidio, que llevó a cabo mientras estaba de gira por Londres. Antes de comenzar un show, el artista sufrió una crisis nerviosa. Houston intento tirarse desde la ventana desde un decimotercer piso.
Sus guardaespaldas pudieron pararle, consiguiendo contener su nerviosismo y lo bajaron a un primer piso, donde pudo encerrarse. Mientras estaba en la habitación, y dado que no podía saltar al vacío, Houston se extirpó el ojo izquierdo en un arranque de ira. A partir de entonces, Houston suspendió la gira, y volvió con su familia a Los Ángeles.

### Supuesto regreso
Actualmente Houston está ciego de su ojo izquierdo (es una bola de cristal). Houston quiere grabar un segundo álbum y empezó a hacer algunas actuaciones.

## Discografía
| Título               | Detalles                                                                               | Posición | Posición | Posición | Posición | Posición | Certificaciones |
| Título               | Detalles                                                                               | US       | US R&B   | FRA      | SWI      | UK       | Certificaciones |
| -------------------- | -------------------------------------------------------------------------------------- | -------- | -------- | -------- | -------- | -------- | --------------- |
| It's Already Written | - Lanzado: 10 de agosto del 2004 - Productora: Capitol - Formato: CD, descarga digital | 14       | 8        | 83       | 50       | 101      | - RIAA: Oro     |

## Singles
| Título                                             | Año  | Posición | Posición | Posición | Posición | Posición | Posición | Posición | Posición | Posición | Posición | Certificación           | Álbum                |
| Título                                             | Año  | US       | US R&B   | AUS      | BEL (FL) | FRA      | GER      | IRE      | NZ       | SWI      | UK       | Certificación           | Álbum                |
| -------------------------------------------------- | ---- | -------- | -------- | -------- | -------- | -------- | -------- | -------- | -------- | -------- | -------- | ----------------------- | -------------------- |
| "I Like That" (featuring Chingy, Nate Dogg & I-20) | 2004 | 11       | 14       | 12       | 26       | 29       | 18       | 39       | 4        | 5        | 11       | - RIAA: Oro - ARIA: Oro | It's Already Written |
| "Ain't Nothing Wrong"                              | 2004 | —        | 70       | —        | 61       | —        | —        | —        | —        | —        | 33       |                         | It's Already Written |